# A15 (Letland)
De A15 is een hoofdweg in Letland die de westelijke rondweg van de stad Rēzekne vormt. De E262, tussen Kaunas en Ostrov, loopt over de gehele lengte mee. 
De A15 begint bij de rotonde met de A12 richting Riga en Moskou. Vanaf daar loopt de weg naar het zuiden en eindigt met een rotonde met de A13 richting Daugavpils. De A15 is met een lengte van 7,1 kilometer de kortste hoofdweg van Letland.
A1 · A2 · A3 · A4 · A5 · A6 · A7 · A8 · A9 · A10 · A11 · A12 · A13 · A14 · A15